# Français Présent
Français Présent – ogólnopolski kwartalnik dla uczących się języka francuskiego wydawany od lipca 2009 roku przez firmę Colorful Media.
Artykuły (z opracowanym słownictwem) dotyczą wydarzeń społeczno-kulturalnych, tradycji i obyczajów państw francuskojęzycznych, znanych ludzi, ciekawych miejsc, czasu wolnego, rozrywki, sportu, muzyki itp. Wybrane artykuły można odsłuchać w formacie MP3. Do każdego numeru Czytelnicy mogą pobrać ze strony pisma listę słówek z aktualnego wydania oraz konspekt pracy dla nauczyciela.

## Adres redakcji
Colorful Media, ul. Lednicka 23, 60-413 Poznań

## Wydania specjalne
- nr 1: Paryż (listopad 2017)

## Pozostałe czasopisma językowe Colorful Media
- English Matters
- Deutsch Aktuell
- Business English Magazine
- ¿Español? Sí, gracias
- Italia Mi piace!
- ОСТАНОВКА: РΟССИЯ!
- English Matters KIDS